# ガラス用フィルム施工技能士
ガラス用フィルム施工技能士（ガラスようフィルムせこうぎのうし）とは、国家資格である技能検定制度の一種で、職業能力開発促進法第47条第1項による指定試験機関（日本ウインドウ・フィルム工業会）が実施するガラス用フィルム施工技能士に関する学科及び実技試験に合格した者をいう。
なお職業能力開発促進法により、ガラス用フィルム施工技能士資格を持っていないものがガラス用フィルム施工技能士と称することは禁じられている。

## 級別
1級、2級の別がある。

## 実技作業試験内容（建築フィルム作業）
- 1級
- 2級